# Aleksey Voyevodin
Aleksey Nikolayevich Voyevodin (em russo: Алексей Николаевич Воеводин) (Penza Oblast de Penza, RSFS da Rússia, 9 de agosto de 1970) é um ex-atleta russo de marcha atlética que competia principalmente na modalidade de 50 quilómetros. Ganhou uma medalha de prata em Helsínquia, nos Campeonatos do Mundo de 2005 e uma medalha de bronze nos Jogos Olímpicos de Atenas 2004. Venceu por duas vezes a Taça do Mundo de Marcha Atlética, sempre em 50 km marcha.
O seu recorde pessoal em 50 km marcha é de 3:38:01 h e data de 27 de agosto de 2003, na prova em que foi 4º classificado nos Campeonatos do Mundo de Paris 2003.
No dia 5 de agosto de 2008, Voyevodin e os seus colegas de treino, Sergey Morozov, Viktor Burayev e Vladimir Kanaykin foram banidos da competição por um período de dois anos, após um teste positivo de EPO.